# Iskak Ibrajew
Iskak Ibrajew (ros. Искак Ибраев, kaz. Ысқақ Ыбыраев, ur. 27 kwietnia?/10 maja 1911 w aule Karatał, obecnie w rejonie siergiejewskim w obwodzie północnokazachstańskim, zm. 13 czerwca 1965) – radziecki wojskowy narodowości kazachskiej, porucznik, Bohater Związku Radzieckiego (1945).

## Życiorys
Urodził się w kazachskiej rodzinie chłopskiej. W 1927 skończył 7-letnią szkołę, a w 1930 technikum pedagogiczne w Pietropawłowsku, pracował jako nauczyciel wiejski, w 1940 został członkiem WKP(b). Od lipca 1942 służył w Armii Czerwonej, ukończył przyśpieszony kursy szkoły wojskowo-politycznej i został zastępcą dowódcy kompanii ds. politycznych w 50 pułku piechoty, od 1943 do stycznia 1944 uczył się w wojskowej szkole piechoty w Mohylewie. Od lipca 1944 uczestniczył w wojnie z Niemcami, w stopniu porucznika dowodził plutonem w 177 gwardyjskim pułku piechoty 60 Gwardyjskiej Dywizji Piechoty 5 Armii Uderzeniowej 1 Białoruskiego. W styczniu 1945 wyróżnił się w walkach w rejonie Bud Augustowskich, gdzie po wymianie ognia artyleryjskiego, prowadząc za sobą żołnierzy, wdarł się do okopu wroga i w walce wręcz zabił niemieckiego oficera i kilku żołnierzy, a po zdobyciu okopu, dowodząc plutonem, przyczynił się do zniszczenia stanowiska ogniowego wroga i ubezpieczenia działań kompanii, następnie sforsował Pilicę. Po wojnie został zwolniony do rezerwy, od lutego do listopada 1946 pracował jako instruktor działu kadr Wiejskiego Komitetu Obwodowego Komunistycznej Partii (bolszewików) Kazachstanu, w 1948 ukończył szkołę partyjną przy KC KP(b)K w Ałma-Acie i został III sekretarzem rejonowego komitetu partyjnego, od 1957 pracował jako sekretarz partyjnych komitetów sowchozów zbożowych. Zmarł po ciężkiej chorobie, został pochowany we wsi Lenino w rejonie siergiejewskim. Jego imieniem nazwano sowchoz, w którym pracował, a także ulice, m.in. w Pietropawłowsku, w 2001 wieś Lenino przemianowano na auł Iskaka Ibrajewa.

## Odznaczenia
- Złota Gwiazda Bohatera Związku Radzieckiego (27 lutego 1945)
- Order Lenina
- Order Czerwonej Gwiazdy
- Order „Znak Honoru”
- Medal „Za zwycięstwo nad Niemcami w Wielkiej Wojnie Ojczyźnianej 1941–1945”
- Medal „Za wyzwolenie Warszawy”
- Medal „Za rozwój dziewiczych ziem”